# Tramitichromis intermedius
Tramitichromis intermedius è una specie di ciclidi haplochromini endemica del Lago Malawi che vive nelle parti meridionali del lago, prediligendo le secche delle baie riparate. Può raggiungere una lunghezza di 16 centimetri (6,3 in) TL. È presente nel commercio di pesci d'acquario.